# 叶剑华
叶剑华（1915年11月—？），湖北省黄冈县人。中国人民解放军将领。
1942年，历任新四军第7师55团政治处组织股股长，55团3营政治教导员，55团政治处副主任、主任。第二次国共内战期间，任第三野战军第25军教导大队政治委员。中华人民共和国成立后，任中国人民解放军第25军73师217团政委，中国人民解放军第27军第80师政治部副主任。1958年，担任浙江省建德军分区、宁波军分区副政治委员兼政治部主任。1964年，任嘉兴军分区政委、绍兴军分区政委。